# Partula suturalis ssp. strigosa
Partula suturalis ssp. strigosa је подврста класе Gastropoda која припада реду Stylommatophora. 

## Угроженост
Ова врста је скоро изумрла, и нису познати слободни живи примерци.

## Распрострањење
Само Француска Полинезија.

## Станиште
Врста Partula suturalis ssp. strigosa има станиште на копну.